# True Romance
True Romance (en Argentina: Escape salvaje, en España: Amor a quemarropa, en México: La Fuga) es una película estadounidense, dirigida por Tony Scott y estrenada en 1993.

## Argumento
En un teatro de Detroit que muestra películas de kung fu, Alabama Whitman (Patricia Arquette) entabla una conversación con el fanático de Elvis Presley, Clarence Worley (Christian Slater). Más tarde tienen relaciones sexuales en el apartamento del centro de Clarence. Alabama confiesa entre lágrimas que es una prostituta contratada por el jefe de Clarence como regalo de cumpleaños, pero que se ha enamorado de Clarence. Se casan.
Una aparición de Elvis visita a Clarence y lo convence de matar al proxeneta de Alabama, Drexel (Gary Oldman). Clarence va al burdel donde trabajaba Alabama, dispara y mata a Drexel y toma una bolsa que supone que contiene las pertenencias de Alabama. De vuelta en el apartamento, él y Alabama descubren que la bolsa contiene una gran cantidad de cocaína.
La pareja visita al padre separado de Clarence, Clifford (Dennis Hopper), un ex policía y ahora guardia de seguridad, en busca de ayuda. Clifford le dice a Clarence que la policía asume que el asesinato de Drexel es un asesinato de pandillas. Después de que la pareja se va a Los Ángeles, Clifford es interrogado por Vincenzo Coccotti (Christopher Walken), consejero del mafioso "Blue Lou Boyle", con quien Drexel había estado haciendo negocios y que ahora quiere recuperar la cocaína. Clifford, al darse cuenta de que morirá de todos modos, desafía burlonamente a Coccotti, quien lo mata a tiros. Una nota en el refrigerador revela la dirección de Clarence en Los Ángeles.
En Los Ángeles, Clarence y Alabama conocen al aspirante a actor amigo de Clarence, Dick (Michael Rapaport). Dick le presenta a Clarence al actor Elliot Blitzer (Bronson Pinchot), quien acepta a regañadientes negociar la venta de las drogas al productor de cine Lee Donowitz (Saul Rubinek). Mientras Clarence está comprando el almuerzo, el subjefe de Coccotti, Virgil (James Gandolfini), encuentra a Alabama en su habitación de motel y la golpea para obtener información. Ella se defiende y lo mata con su escopeta.
Elliot es detenido por exceso de velocidad y arrestado por posesión de drogas. Para no ir a la cárcel, acepta grabar el negocio de drogas entre Clarence y Donowitz para la policía. El equipo de Coccotti se entera de dónde se llevará a cabo el trato gracias al compañero de cuarto de Dick, Floyd (Brad Pitt). Clarence, Alabama, Dick y Elliot van a la suite de Donowitz en el Hotel Ambassador con las drogas. En el ascensor, un sospechoso Clarence amenaza a Elliot a punta de pistola, pero las súplicas de Elliot lo convencen.
Clarence inventa una historia para Donowitz de que un policía corrupto le dio las drogas y Donowitz acepta la venta. Clarence se disculpa para ir al baño, donde la visión de Elvis le asegura que las cosas van bien. Donowitz y sus guardaespaldas son emboscados por la policía y los mafiosos. Elliot se revela a sí mismo como un informante al preguntarle a la policía si podía irse, tras lo cual estalla un tiroteo. Dick abandona las drogas y huye. Casi todos mueren en el tiroteo y Clarence resulta herido cuando sale del baño. Él y Alabama escapan con el dinero de Donowitz cuando llegan más policías. Huyen a México, donde Alabama da a luz a un hijo, al que llama Elvis.

## Producción
Desde finales de los años 1980, Quentin Tarantino y su agente personal, Cathryn James, llevaban tiempo ofreciendo el guion de True Romance, obteniendo solo respuestas negativas. Después de un año, el guion captó el interés de Stanley Margolias, un productor que llevaba dos películas en su haber. Les prometió conseguir un contrato a cambio de una retribución; sin embargo, obtuvo respuestas igual de tibias que el dúo. Tras un decepcionante año, a mediados de 1990 Margolias logró que Tony Scott se interesase en dirigir la película. 

## Reparto
- Christian Slater (Clarence Worley) - Interpreta a un joven dependiente de una tienda de cómics, aficionado de las películas de artes marciales. Se encuentra en un cine en Detroit viendo una sesión triple de Sonny Chiba cuando conocerá a Alabama.
- Anna Thomson (Lucy) - Es una chica con la que vemos a Clarence charlar amistosamente en la barra de un bar.
- Patricia Arquette (Alabama Whitman) - Es la atractiva joven con la que se tropieza "casualmente" Clarence, poco después descubriremos que se trata de una prostituta contratada por el jefe de Clarence.
- Val Kilmer (Elvis) - Como el fantasma de Elvis Presley, el mentor de Clarence o su conciencia.
- Gary Oldman (Drexler Spivey) - Es el "chulo" proxeneta de Alabama. Clarence decide acudir al club de este para "liberar" a Alabama, tras un tiroteo en el que Clarence asesina a Drexel se hace con un maletín lleno de cocaína.
- Dennis Hopper (Clifford Worley) - Agente de seguridad y ex-policía, es el padre de Clarence al que decide visitarle para averiguar si la policía sabe algo sobre la muerte de Drexel.
- Christopher Walken (Vincenzo Coccotti) - Es un gánster que desea hacerse con la maleta que contiene la droga. Para ello no duda en torturar y asesinar al padre de Clarence.
- Michael Rapaport (Dick Ritchie) - Antiguo amigo de Clarence es un aspirante a actor afincado en Los Ángeles, Clarence piensa que Dick le podrá ayudar a vender la droga en el mundillo de Hollywood.
- Conchata Ferrell (Mary Louise Ravencroft) - Como la agente de Dick.
- Brad Pitt (Floyd) - Como el compañero de piso drogadicto de Dick.
- Bronson Pinchot (Elliot Blitzer) - Es un ayudante de productor al que Dick' presenta a Clarence como forma de llegar a posibles interesados en la droga.
- James Gandolfini (Virgil) - Es un matón a sueldo de Coccotti. Tras averiguar donde se hospeda Clarence, consigue acceder a Alabama a la que interroga brutalmente.
- Maria Pitillo (Kandi) - Como la amiga de Elliot cuando es arrestado por la policía.
- Chris Penn / Tom Sizemore (Nicky Dimes) / (Cody Nicholson) - Son una pareja de detectives que ofrecen un trato a Elliot para que este pueda evitar la cárcel a cambio de cooperar con la policía de Los Ángeles
- Ed Lauter (Capitán Quiggle) - Es el superior de Dimes y Nicholson.
- Saul Rubinek (Lee Donowitz) - Es un productor de cine interesado en comprar la droga. En su casa se produce un terrible tiroteo en el que están implicados sus guardaespaldas, los hombres de Coccotti, la policía, y Clarence, Alabama y Dick.

## Clasificación por edades
| País              | Calificación                                   |
| ----------------- | ---------------------------------------------- |
| Alemania oriental | 16                                             |
| Argentina         | 16                                             |
| Australia         | R                                              |
| Canadá            | R (Manitoba/Nova Scotia/Ontario) 18A (Alberta) |
| Brasil            | 18                                             |
| Chile             | 18                                             |
| España            | 18                                             |
| Estados Unidos    | R                                              |
| Filipinas         | R-18 R-16 (2013)                               |
| Finlandia         | K-16                                           |
| Hong Kong         | III                                            |

| País          | Calificación |
| ------------- | ------------ |
| Italia        | VM14         |
| Islandia      | 16           |
| Noruega       | 18           |
| Nueva Zelanda | R18          |
| Países Bajos  | 16           |
| Dinamarca     | 15           |
| Perú          | 18           |
| Reino Unido   | 18           |
| Singapur      | M18          |
| Suecia        | 15           |
| Colombia      | 18           |
| México        | B            |
| Japón         | R-15         |